# هوبسون جوبسون
هوبسون-جوبسون: مسرد للكلمات والعبارات العامية الأنجلو-هندية، والمصطلحات المشابهة، واللغوية والتاريخية والجغرافية والخطابية هو قاموس تاريخي للكلمات والمصطلحات الأنجلو-هندية من اللغات الهندية التي دخلت حيز الاستخدام أثناء الحكم البريطاني في الهند.
ألّفه السير هنري يول وآرثر كوك بورنيل [الإنجليزية] ونُشر لأول مرة في عام 1886. تُوفي بورنيل قبل الانتهاء من العمل، وأكمل يول معظم العمل، والذي اعترف بمساهمات بورنيل التفصيلية. حرر ويْليام كروك [الإنجليزية] الكتاب لاحقًا في عام 1903، مع اقتباسات إضافية وإضافة فهرس. إن الإصدارين الأول والثاني هما من مقتنيات هواة الجمع، أما الإصدار الثاني فهو متوفر على نطاق واسع في صورة نسخة طبق الأصل.
يحتوي القاموس على أكثر من 2000 مدخل، مع استشهادات من مصادر أدبية، بعضها يعود إلى أول اتصال أوروبي مع شبه القارة الهندية، وغالبًا ما يكون ذلك بلغات أوروبية أخرى غير الإنجليزية. تحتوي معظم الإدخالات أيضًا على ملاحظات اشتقاقية.

## الخلفية
بدأ المشروع من خلال المراسلات بين السير هنري يول، الذي كان يعيش آنذاك في باليرمو، وآرثر كوك بورنيل، الذي كان عضوًا في الخدمة المدنية في مدراس، وكان يشغل مناصب في عدة أماكن في جنوب الهند، وخاصة في ثانجافور. في عام 1872، كتب بورنيل إلى يول أنه كان يجمع أمثلة على الاستخدامات الأنجلو-هندية للغة الإنجليزية، حيث كان يول أيضًا يعمل على قائمة مماثلة خاصة به. وبناءً على اقتراح يول، قاما بدمج مشاريعهما، وعملا معًا حتى وفاة بورنيل في عام 1882. قام يول وبورنيل بتجميع النص باستخدام مجموعة متنوعة من المصادر، بما في ذلك روايات اللغة الأنجلو-هندية واستخداماتها من مؤلفين آخرين في ذلك الوقت، بالإضافة إلى وثائق حكومية مثل قواميس المصطلحات الإدارية والتشريعية، والقواميس المعاصرة.

## أصل العنوان
في اللغة الإنجليزية الهندية، يشير مصطلح هوبسون-جوبسون إلى أي مهرجان أو ترفيه، ولكن بشكل خاص إلى مراسم الحداد في شهر محرم. في الأصل، كان المصطلح تحريفًا من الجنود البريطانيين لعبارة "يا حسن! يا حسين!" التي يرددها المسلمون الشيعة مرارًا وتكرارًا طوال موكب محرم؛ ثم حُولت إلى حسين جوسين، وهوسي جوسي، وحسين جوسن، وفي النهاية، هوبسون-جوبسون. كتب يول وبورنيل أنهما اعتبرا العنوان "مثالًا نموذجيًا وممتعًا" لنوع الكلمات المستأنسة للغاية في القاموس والتي تعني أيضًا تأليفهما المزدوج.

## طالع أيضًا
- يا حسين
- علم أصول الكلمات الشعبية
- المطابقة الصوتية الدلالية

## ملحوظات
1. ↑  Yule & Burnell, vii
2. ↑  Yule & Burnell, xi
3. ↑  James Lambert (2018). Setting the record straight: An in-depth examination of Hobson-Jobson. International Journal of Lexicography, 31(4): 485–506. دُوِي:10.1093/ijl/ecy010
4. ↑  Teltscher (2017).
5. ↑  Yule، Henry (1886). "Hobson-Jobsoniana". Asiatic Quarterly Review. ج. 1: 119.
6. ↑  Yule & Burnell, 419
7. ↑  Yule & Burnell, ix

## قراءة إضافية
- مقالة بي بي سي عن هوبسون-جوبسون

## روابط خارجية
- يول، هنري، سيدي. "هوبسون-جوبسون: مسرد للكلمات والعبارات العامية الأنجلو-هندية، والمصطلحات المشابهة، اللغوية والتاريخية والجغرافية والخطابية" . طبعة جديدة حرره ويليام كروك، بكالوريوس الآداب، لندن: ج. موراي، 1903. جزء من القواميس الرقمية لجنوب آسيا .
- أرشيف الإنترنت